# نویسنده خلق جمهوری سوسیالیستی آذربایجان شوروی
نویسنده خلق جمهوری سوسیالیستی آذربایجان شوروی (ترکی آذربایجانی: Azərbaycan SSR xalq yazıçısı) لقب افتخاری ترغیب کننده ای است که به نویسندگان در پاس خلق آثار برجسته و ایفای نقش مؤثر در توسعه ادبیات آذربایجانی اهدا می‌شد.

## تاریخچه
این عنوان افتخاری به دستور هیئت رئیسه شورای عالی آذربایجان شوروی به تاریخ ۲۶ مارس سال ۱۹۶۰ ایجاد شد.